# David Douglas

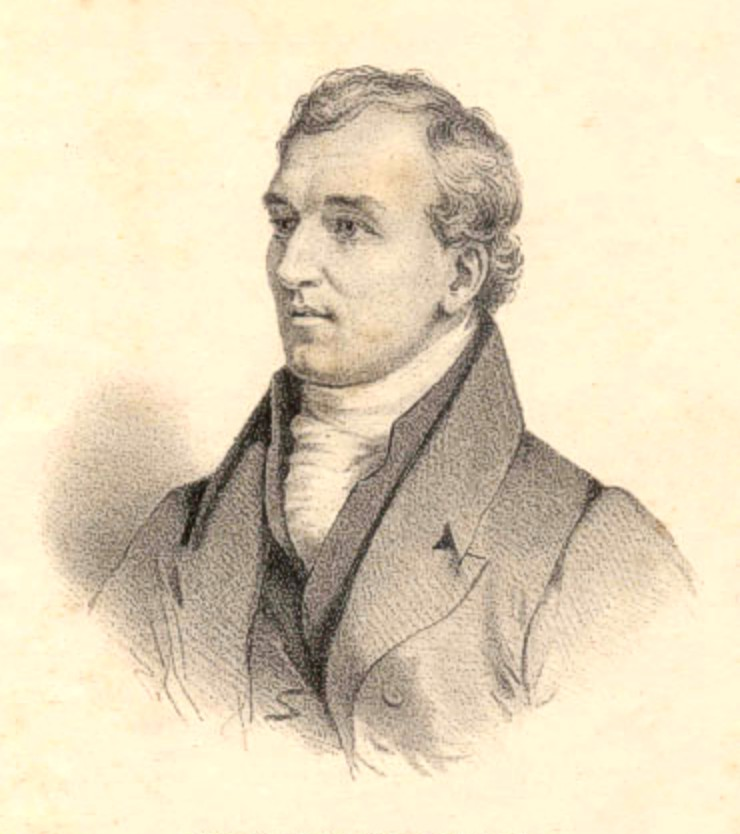
David Douglas, etwa 1834

David Douglas (* 25. Juni 1799 in Scone bei Perth in Schottland; † 12. Juli 1834 auf Hawaii) war ein schottischer Gärtner, Botaniker und Pflanzenjäger. Er brachte insbesondere viele Koniferenarten, aber auch Zierpflanzen und Obstsorten aus Nordamerika nach Europa. Sein offizielles botanisches Autorenkürzel lautet „Douglas“.

## Leben und Wirken
Im Alter von elf Jahren begann David Douglas eine Gärtnerlehre unter William Beatty, Obergärtner im Scone Palace. Er interessierte sich früh für Botanik und das Sammeln von Pflanzen und bildete sich stetig weiter.
1820 bekam er eine Stelle am Botanischen Garten in Glasgow. Zur gleichen Zeit trat William Hooker (späterer Leiter des Forschungsgartens Kew Gardens in London und Vater des Botanikers Sir Joseph Dalton Hooker) seinen Lehrstuhl für Botanik in Glasgow an. Der eifrige junge Douglas fiel ihm auf, und zusammen streiften sie durch die schottischen Highlands, um Material für Hookers Flora scotica zu sammeln.
1823 empfahl Hooker den Vierundzwanzigjährigen an die London Horticultural Society, als diese einen Sammler für eine ihrer Expeditionen suchte. Douglas freute sich auf eine Reise in das Kaiserreich China, das vorherrschende Sammelgebiet, doch politische Unruhen machten die Reise unmöglich. Zu seiner Enttäuschung wurde er an die Ostküste Nordamerikas geschickt. Am 5. August 1823 kam er in New York an, um eine viermonatige Reise quer durch den Kontinent anzutreten. Am Eriesee sammelte er Samen von Ehrenpreis, Sonnenröschen, Goldruten und Astern. Das Pech verfolgte ihn; er wurde ausgeraubt, kenterte beinahe in einem heftigen Unwetter und traf am 10. Januar 1824 doch glücklich wieder in London ein. Angesichts der Fülle des gesammelten Pflanzenmaterials sprach die Horticultural Society von einem großen Erfolg. Besonders die amerikanischen Obstsorten wurden zu beliebten Pflanzen in englischen Landgärten.
Bereits im Juli 1824 brach Douglas zu einer weiteren Reise auf, die ihn in den unerforschten amerikanischen Nordwesten führen sollte. Zwischenstationen auf Madeira, Rio de Janeiro und den Galápagos-Inseln erwiesen sich als ertragreich. Die erste Neuentdeckung Gaultheria shallon machte er ausgerechnet am Cape Disappointment, danach folgte er dem Columbia River landeinwärts nach Kanada und machte das Hauptquartier der Hudson’s Bay Company zu seinem Standort für die nächsten zwei Jahre. Er fand die Mahonie (Mahonia aquifolium) und die nach ihm benannte Douglasie (Pseudotsuga menziesii), den Oregon-Weißdorn, die Blutjohannisbeere (Ribes sanguineum), die Lupinenart Lupinus polyphyllus und Clarkia pulchella. Auf weiteren Exkursionen (die er vor allem deshalb antrat, weil er wegen einer Knieverletzung das Schiff nach England verpasste) kamen die Pantherlilie (Lilium pardalinum), die Hundszahnlilie (Erythronium grandiflorum), die einzige nordamerikanische Pfingstrosenart Paeonia brownii, mehrere Phloxarten und die Gelbkiefer (Pinus ponderosa) dazu. Er knüpfte Kontakt zu den Indianern und war mehrmals dem Tode nahe.
Nach drei Jahren und 11.300 zurückgelegten Kilometern kehrte er am 11. Oktober 1827 nach England zurück, wo er begeistert empfangen wurde. Er hatte jedoch nach Jahren der Abenteuer und Entbehrungen Probleme, sich wieder in die Gesellschaft einzugliedern und so verließ er 1829 Portsmouth, um nach Nordamerika zurückzukehren. Von Riesentanne (Abies grandis) und Purpurtanne (Abies amabilis) schickte er Samen nach England; er fand die Montereykiefer (Pinus radiata). 1833 erreichte er Hawaii und bestieg den Mauna Kea und den Mauna Loa. Im Juli 1834 stürzte er in eine Fallgrube, in der sich ein wilder Stier befand. Ursache hierfür dürfte die starke Kurzsichtigkeit von Douglas gewesen sein. Auch Rache für eine Affaire wird diskutiert. Aufgespießt und zertrampelt fanden ihn Einheimische. Sein Hund und Wegbegleiter saß noch immer neben der Fallgrube.
Douglas’ Entdeckungen waren von besonderer Wichtigkeit für die Forstwirtschaft. Während in Europa kaum zehn Nadelholzarten einheimisch sind, kamen durch Douglas über 200 neue Arten aus Amerika dazu. Auch die viktorianischen Themengärten bereicherte er enorm: Besonders beliebt waren der „Amerikanische Garten“ oder das „Pinetum“.

## Ehrungen

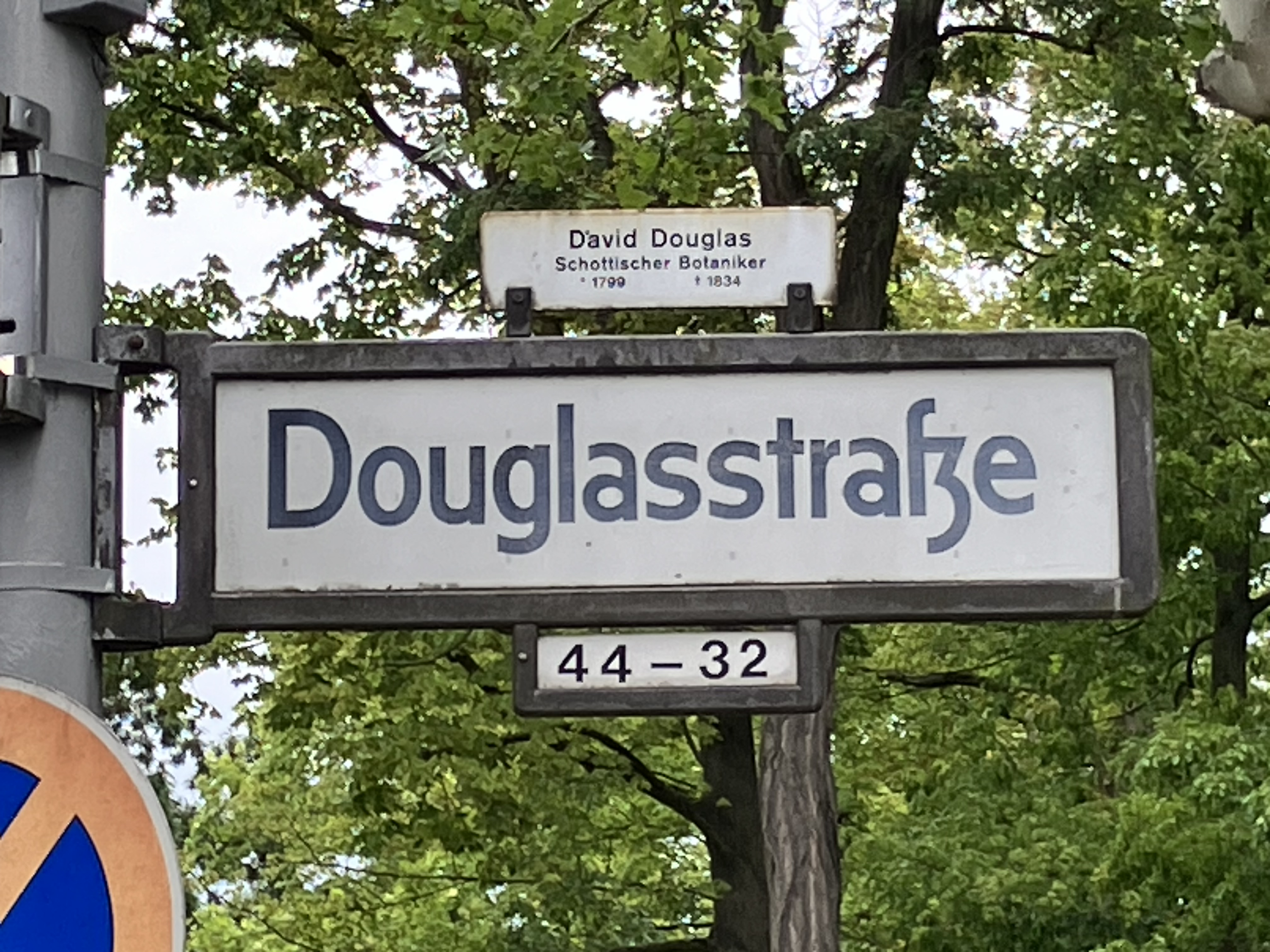
Straßenschild in Berlin-Grunewald

Die Pflanzengattung Douglasia Lindl. aus der Familie der Primelgewächse (Primulaceae) ist nach ihm benannt. Auch die Douglasie und der botanische Name des Oregon-Weißdorns (Craetaegus douglasii) erinnern an ihren Entdecker. Zusätzlich ist das Douglas-Hörnchen (Tamiasciurus douglasii) nach ihm benannt.
Die kanadische Regierung, vertreten durch den für das Historic Sites and Monuments Board of Canada zuständigen Minister, ehrte Douglas am 21. Mai 1975 für sein Wirken als Botaniker im kanadischen Westen und erklärte ihn zu einer „Person von nationaler historischer Bedeutung“.

## Schriften
- Observations on some species of the genera Tetrao and Ortyx, natives of North America with descriptions of four new species of the former, and two of the latter genus. 1828? (doi:10.5962/bhl.title.37945).